# Aeroportul General José Francisco Bermúdez
Aeroportul General José Francisco Bermúdez (IATA: CUP, ICAO: SVCP) este un aeroport din Sucre, Venezuela ce deservește zona Carúpano⁠(d).
Situat la o altitudine de 26 m, aeroportul dispune de o singură pistă.